# Ferencváros TC (femení)
El Ferencváros TC femení és la secció femenina del Ferencváros TC, un club de futbol de Budapest. Va ser creat al 2004 i juga a la Primera Divisió hongaresa, que ha guanyat en dues ocasions.

## Històric

### Palmarès
- 8 Lligues d'Hongria
  - 2014–2015, 2015–2016, 2018–2019, 2020–2021, 2021–2022, 2022–2023, 2023–2024, 2024–2025
- 2 Copes d'Hongria
  - 2014–2015, 2015–2016

### Trajectòria
| 15/16 | FC Twente |
| 16/17 | FC Twente |

- ¹ Fase de grups. Equip classificat pillor possicionat en cas d'eliminació o equip eliminat millor possicionat en cas de classificació.

|      | 00/01 | 01/02 | 02/03 | 03/04 | 04/05 | 05/06 | 06/07 | 07/08 | 08/09 | 09/10 | 10/11 | 11/12 | 12/13 | 13/14 | 14/15 | 15/16 |
| ---- | ----- | ----- | ----- | ----- | ----- | ----- | ----- | ----- | ----- | ----- | ----- | ----- | ----- | ----- | ----- | ----- |
| NB 1 |       |       |       |       |       |       | 4     | 4     | 3     | 5     | 5     | 6     |       | 3     | 1     | 1     |
| NB 2 |       |       |       |       |       | 2     |       |       |       |       |       |       | 1     |       |       |       |